# دس مک‌آنوف
دس مک‌آنوف (انگلیسی: Des McAnuff؛ زادهٔ ۱۹ ژوئن ۱۹۵۲) کارگردان فیلم و کارگردان نمایش اهل ایالات متحده آمریکا و کانادا است.
از فیلم‌هایی که وی در آن‌ها نقش داشته‌است، می‌توان به ماجراهای راکی و بولوینکل و دخترعمو بت اشاره نمود.
وی همچنین برندهٔ جوایزی همچون جوایز لارنس الیویه شده‌است.